# You'll Never Know
You'll Never Know es una canción popular escrita por Harry Warren en 1943, con letra de Mack Gordon, para la película Hello, Frisco, Hello donde era cantada por Alice Faye. La canción ganó el premio Óscar a la mejor canción original de dicho año, superando a otras nueve canciones que también fueron nominadas ese año.
Warren está considerado el primer compositor de canciones para películas, y además de este premio Óscar, lo logró en otras dos ocasiones: por Lullaby of Broadway en 1935, y posteriormente, en 1946, por On the Atchison, Topeka and the Santa Fe.

## Letra
You'll never know just how much I miss you.
 You'll never know just how much I care.
 And if I tried, I still couldn't hide my love for you.
 You oughtta know, for haven't I told you so
 a million or more times?
You went away and my heart went with you.
 I speak your name in my every prayer.
 If there is some other way to prove that I love you,
 I swear I don't know how.
 You'll never know if you don't know now.